# Володимирівка (Миргородський район)
Володи́мирівка (раніше ще звалось Стешине) — село Миргородського району Полтавської області. Населення станом на 2001 рік становило 99 осіб. Входить до Великобагачанської селищної об'єднаної територіальної громади з адміністративним центром у смт Велика Багачка.

## Географія
Село Володимирівка знаходиться за 0,5 км від села Перекопівка. По селу протікає пересихаючий струмок із загатами.
Віддаль до центру громади — 38 км. Найближча залізнична станція Хорол — за 42 км.

## Історія
Село Володимирівка виникло в першій половині XIX ст. як хутір Родионівської волості Хорольського повіту Полтавської губернії.
За переписом 1859 року у власницькому селі Володимирівка (Стешине) було 32 двори, 134 жителя.
За переписом 1900 року село Володимирівка (Стешине) Родионівської волості Хорольського повіту Полтавської губернії належав до Володимирівської селянської громади. Воно мало 48 дворів, 448 жителів, діяла земська школа.
У 1912 році в селі було 312 жителів, діяла земська школа.
У січні 1918 року в селі розпочалась радянська окупація.
У березні 1923 було утворено Радивонівський район у складі трьох волостей; Володимирівка увійшла до цього району.
Станом на 1 лютого 1925 року Володимирівка належала до Остапівського району Лубенської округи. Село було центром Володимирівської сільської ради і за переписом 1946 року.
З 1925 року село — у складі новоутвореного Великобагачанського району.
У 1932–1933 роках внаслідок Голодомору, проведеного радянським урядом, у селі загинуло 90 мешканців, у тому числі встановлено імена 3 загиблих.
З 14 вересня 1941 по 22 вересня 1943 року Володимирівка була окуповані німецько-фашистськими військами.
Село входило до Радивонівської сільської ради Великобагачанського району.
12 жовтня 2016 року шляхом об'єднання Великобагачанської селищної ради та Багачанської Першої, Радивонівської, Степанівської, Якимівської сільських рад Великобагачанського району була утворена Великобагачанська селищна об'єднана територіальна громада з адміністративним центром у смт Велика Багачка.